# Favolaschia aurantiaca
Favolaschia aurantiaca är en svampart som beskrevs av Singer 1974. Favolaschia aurantiaca ingår i släktet Favolaschia och familjen Mycenaceae.   Inga underarter finns listade i Catalogue of Life.